# Myotis grisescens
Chauve-souris grise
Espèce
Statut de conservation UICN

 NT  : Quasi menacé
La chauve-souris grise (Myotis grisescens) est une espèce de mammifères de la famille des vespertilionidés dont le principal habitat est situé dans les grottes du sud des États-Unis. Elle choisint généralement des grottes situées à moins d'un kilomètre d'une rivière ou d'un réservoir.

## Description
Cette espèce de chauve-souris pèse entre 8 et 13 g. Elle se nourrit d'insectes la nuit et se repose en journée. Elle chasse en général au-dessus d'étendues d'eau tout en alternant les périodes de chasse avec des périodes de repos pour digérer. Elle peut voler jusque 14 km pour atteindre sa zone de chasse à partir de son lieu d'habitation. Ses ailes peuvent atteindre une envergure de 30 cm et sont de couleur gris sombre.

## Habitat
On trouve cette espèce dans les états américains de l'Arkansas, le Missouri, le Kentucky, le Tennessee, et l'Alabama avec quelques colonies occasionnelles dans les états proches. Ces états possèdent énormément de grottes comme dans le parc national de Mammoth Cave. Les chauves-souris s'installent en colonies durant l'été dans des endroits sombres et chauds. En hiver, elles logent dans des grottes qui gardent une température constante aussi bien en hiver qu'en été. La population totale est estimée à 1,5 million d'individus. Une étude de 1982 a estimé que 95 % de la population vivaient dans 9 grottes différentes en Alabama, Arkansas, Kentucky, Missouri, et Tennessee. Une autre étude de 1991 parlait de 8 grottes principales dont deux aux Tennessee, trois au Missouri, une au Kentucky, une en Alabama et une en Arkansas.

## Espèce menacée
Bien que le nombre d'individus est encore assez important, la population totale a fortement diminué. Leurs habitats, rares, sont en effet atteints par la présence humaine. L'espèce fait partie de la liste des espèces menacées depuis le 28 avril 1976.